# 浮洲

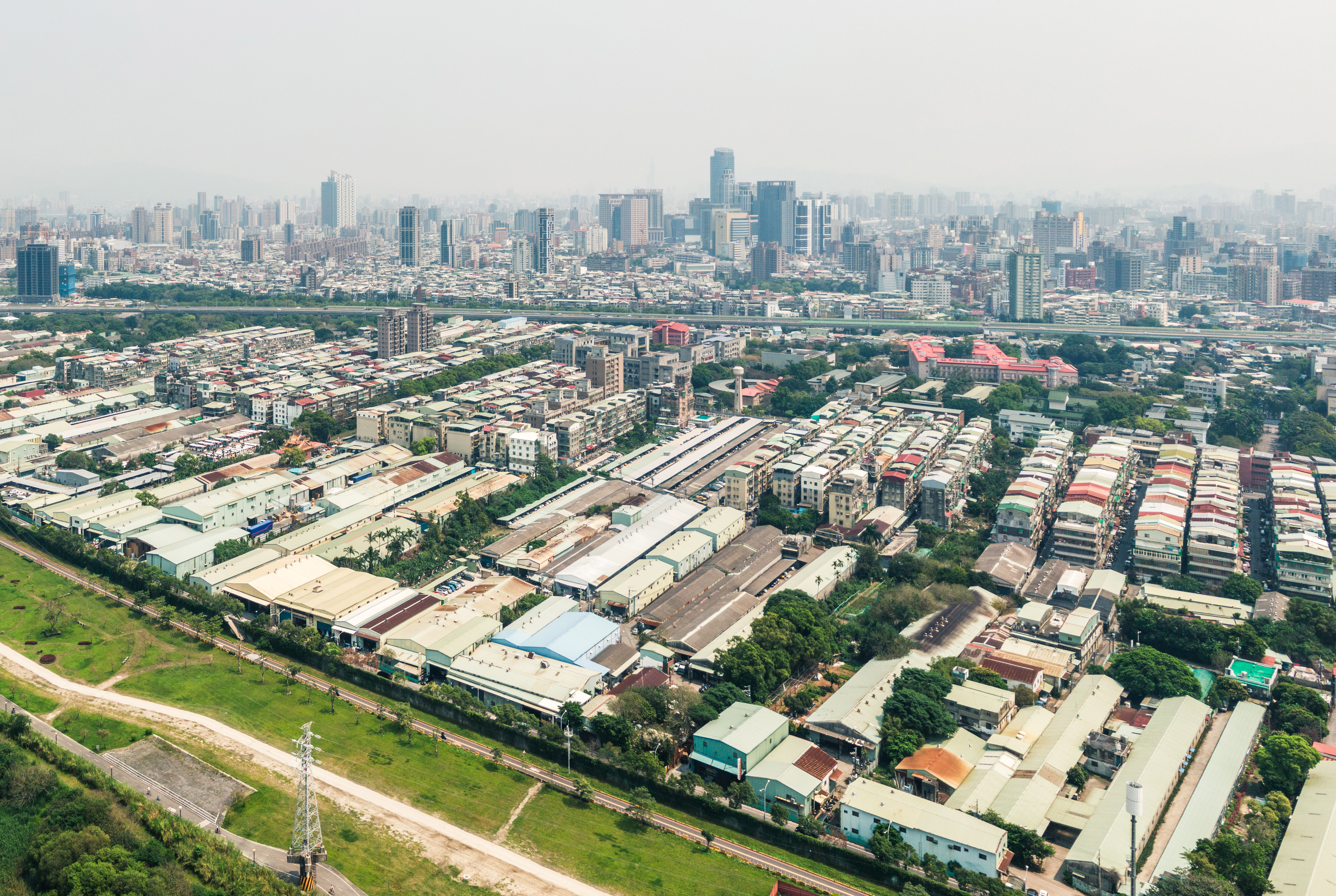
板橋浮洲地區空拍圖

浮洲，舊名番子園、番仔園，是台灣新北市板橋區的一個地名，為大漢溪及其支流湳仔溝間的沙洲。浮洲地區分為三個區塊：北邊為番子園，中央區域為歡仔園，南邊為三抱竹。古代，因貿易興盛，興建「板橋」。此島原為一座河中之島，但由於環河橋、南興橋等的交通設施能夠快速的跨越湳仔溝到達市區，現已與板橋市區完全相連，又興建特二號大量於湳仔溝填土豎立樑柱，外加捷運南港線土城機廠的建立，使湳仔溝與土城工業區（大漢溪下游）造成斷流。
台鐵在浮洲設置浮洲車站，為縱貫線的其中一站，另台65線快速道路沿著湳仔溝興建並設出入口。

## 紀事

### 清代
- 1776年：乾隆四十一年，泉州人吳紹恭來台開墾荒地耕農，視地上有大竹三抱，故取名「三抱竹」（今福安里、龍安里）
- 1870年：三抱竹地區開始種植甘蔗，當時擺接堡番仔園庄設有糖廠，至清末才關閉。
- 1887年：劉銘傳奏請興建台灣鐵路。當時鐵路並非由本島經過。（參見清代台灣鐵路）

### 日治時期
- 1895年：《台北附近地形圖》可見，當年島上交通要道大致為：自大觀橋經大觀路一段29巷，再到大觀路二段174巷102弄巷底，應為「浮洲－沙崑公渡」的浮洲端。樹林端則位於今新崑路底。
- 1899年：因清代鐵路條件甚差，日本政府於本島中央地帶完成選線，鐵路改線工程開工。
- 1901年8月25日：鐵路改線工程通車，設第一及第二大嵙崁溪橋，分別穿越湳仔溝與大嵙崁溪。第二大嵙崁溪橋，為北端8孔上承式鈑梁及南端4孔下承式桁梁的鐵橋。當時僅鋪設單線軌道。（後屬縱貫線北段東正線。現已消失。）
- 1910年代：因艋舺地區的茶葉，需要有茉莉花來調香，浮洲地區開始種植茉莉花，並發展為產業。
- 1910年代：林本源製糖廠設立於今大觀路一段二十九巷的東安宮位置。
- 1918年：劉家先人自新莊地區遷移至番子園居住。
- 1920年：地方制度改正，擺接堡番仔園庄改名番子園，下設番子園、三抱竹及浮洲。（首次出現「浮洲」的名稱）
- 1922年：劉家古厝落成，為浮洲地區第一座紅磚房。
- 1930年代：當地製糖業沒落。
- 1931年2月：鐵路增設上行線（後屬縱貫線北段西正線。現已消失。），在原第二大科崁溪橋的下游距離約20公尺處，新建一座21孔上承式鈑梁鐵橋，同樣僅鋪設單線，與1901年建設的鐵橋平行。
- 1932年4月1日：設「浮洲仮停車場」，專停汽油車。位於今浮洲站西側約250公尺處（今大觀路一段38巷與38巷156弄路口）。當時鐵路高度離地約1.5公尺，設有平交道。
- 1934年：當年鐵路時刻表顯示，臺北板橋間，僅有客車12車次、汽油車9車次。（浮洲站僅停靠汽油車）
- 1940年：《台灣鐵道旅行案內》將「浮洲仮停車場」標為「浮洲駅」，此時浮洲車站應已為正式車站。
- 1942年：因太平洋戰爭缺乏汽油，停駛汽油車。浮洲駅因無汽油車停靠，只能暫停營業，並已從《臺北州管內圖》移除。
- 1944年：透過美軍航照影像，可見今大觀路雛形已出現。

### 近代發展

#### 二戰結束後
- 1945年：太平洋戰爭結束，戰後浮洲駅裁撤。
- 1950年代，設榮民工程處。
- 1951年：架設中興橋（今浮洲橋），板橋端直接北轉銜接大觀路。原「浮洲－沙崑公渡」廢渡。
- 1953年7月：鐵路改建，將1901年建造的第一及第二大嵙崁溪橋東正線拆除，新橋均往大科崁溪上游偏移。第二大嵙崁溪橋東正線改建為20孔上承式鈑梁橋。第一大科崁溪橋規格不明，但橋臺結構未一併拆除。
- 1953年12月1日：復設浮洲車站招呼站，由板橋車站管理。位置與今日相當。
- 1955年10月21日：設「國立華僑中學」（今國立華僑高級中等學校）
- 1955年10月31日：設「國立藝術學校」（今國立台灣藝術大學）
- 1956年：設「台灣省國校教師研習會」。
- 1957年：設婦聯一村（今板橋榮民之家沿大觀路一側部分，已收歸國有並全面拆除）。
- 1958年：設婦聯二村（今親民公園）。
- 1958年：設中山及實驗國民學校，並開始招生。
- 1959年：婦聯一村設福利中心（菜市場）。

#### 1960年代
- 1963年：浮洲地區降霜，造成茉莉花園毀損。
- 1963年9月9日至9月13日：颱風葛樂禮襲台，嚴重毀損婦聯一村，眷村自此沒落，颱風還徹底摧毀浮洲地區的茉莉花園。
- 1964年：颱風後婦聯二村改建為力行新村及慈仁一村。
- 1964年6月：湳興橋完工通車。
- 1967年：浮洲車站招呼站裁撤。
- 1969年11月1日：成立「高級紙廠籌備處」及板橋榮譽國民之家。

#### 1970年代
- 1970年4月30日：於花蓮組成榮工少棒隊。
- 1970年6月：完成「台北地區防洪計畫檢討報告」，浮洲地區納入「北區防洪三期用地」，往後建物受到各種限制。
- 1971年6月1日：設高級紙廠，稱「台北紙廠」。
- 1971年8月16日：台北紙廠開始興建。
- 1972年：中山及實驗國民學校合併為「中山實驗國民小學」
- 1972年2月26日：中央氣象局高空探測站完工啟用，位於台北縣板橋鎮（今新北市板橋區）大觀路二段265巷62號。
- 1972年10月：台北紙廠興建完工。
- 1973年3月1日：台北紙廠開工，當時生產捲菸紙。
- 1976年：中興橋改建並更名為浮洲橋。
- 1978年：於榮民工程處後方設「榮工棒球場」。
- 1978年：透過《正射影像》可見，浮洲橋兩端的樹林陸橋與新興橋正在興建中。

#### 1980年代
- 1981年：台北紙廠增建生產線。
- 1982年：板橋榮譽國民之家改由退輔會管理。
- 1984年3月23日：台北紙廠開始為國家生產鈔票紙。
- 1984年4月9日：為配合台北防洪計畫，台鐵第二大嵙崁溪橋上下行計畫全面改建為雙線25孔32.1公尺之下承式U型（半穿式）預力梁橋，並將橋樑增長至802.5公尺。
- 1985年：大觀路拓寬工程開工，婦聯一村自原大觀路再退兩公尺以供拓寬。
- 1985年：《二萬五千分之一經建版地形圖》標示，浮洲橋兩端的樹林陸橋及新興橋通車。浮洲橋板橋端，設有北轉大觀路或直行新興橋的交岔路口。
- 1986年：大觀路拓寬工程完工、大觀車行地下道通車。
- 1987年1月：湳興橋拓寬完工通車。
- 1988年：由板橋國小籌備板橋第15國小－大觀國民小學，增設於「台灣省國校教師研習會」。

#### 1990年代
- 1990年：因台北防洪計畫第三期施工，原位於大漢溪畔汛區（浮洲橋北邊堤防外）的三抱竹地區民宅開始拆遷。原三抱竹今已徹底消失。
- 1990年9月前：第二大嵙崁溪橋第二次改建的西正線先行通車，東正線仍施工中。
- 1991年8月28日：第二大嵙崁溪橋第二次改建的東正線完工，新建的第二大嵙崁溪橋全面通車。（原址為今日台灣高鐵的大漢溪橋）
- 1992年9月14日：台北鐵路地下化專案「萬華－板橋」間地下化工程動工，第一大嵙崁溪橋先改建為鐵橋，供台鐵臨時軌使用。原第一大嵙崁溪橋於日治時期興建的磚造橋台（原東正線），亦於本工程中全面拆除。
- 1993年：浮洲地區開始議案建大漢溪右岸板橋至土城堤防，以保護居民不再受淹水之苦。
- 1994年：台北紙廠停產捲菸紙。
- 1995年：由溪崑國中籌備板橋第10中學－大觀國民中學，增設於「台灣省國校教師研習會」。
- 1995年9月1日：台北捷運土城機廠於本島最南側興建動工。（原址為一座垃圾山）
- 1996年1月：台北防洪計畫第三期於浮洲地區的堤防完工，浮洲橋改建工程開工。
- 1996年9月16日：浮洲橋大觀路匝道改建工程開工。
- 1997年：台北紙廠停產模造紙。
- 1999年8月31日：台北紙廠停產鈔票紙。至此台北紙廠已完全停工。
- 1999年7月21日：台北鐵路地下化專案「萬華－板橋」北隧道通車，中浮地下道改為僅供行人通行，原台鐵第一大嵙崁溪鐵橋拆除，空間供日後高鐵興建。

#### 2000年代
- 2001年9月17日：納莉颱風襲台，因土城抽水站故障，造成浮洲地區龍興街與大觀路二段174巷102弄大淹水。
- 2001年10月31日：台北防洪計畫浮洲橋改建工程完工啟用。
- 2002年10月31日：台北鐵路地下化專案「萬華－板橋」南隧道通車。為今日台灣高鐵所用。
- 2003年12月26日：特二號第一期工程「跨越土城機廠段」完工（尚未通車）。
- 2004年2月1日：台北紙廠正式裁撤。
- 2005年7月1日：台北紙廠停車場完工啟用。
- 2005年11月26日：台北紙廠簡易公園完工啟用。
- 2006年5月31日：台北捷運土城機廠隨著板南線東延段通車開始營運。
- 2007年：國立台灣藝術大學文化創意產學園區成立，位於台北紙廠簡易公園旁。
- 2007年1月5日：台灣高鐵完工通車，與台鐵並行經過本島。
- 2007年3月：特二號（台65線快速道路）第二期工程全面開工。
- 2007年6月：板橋－土城機車堤外便道通車，僅供機車通行。（自大漢橋北側起，沿環河西路堤外鋪設，終於擺接堡路與國道三號交叉處附近。今僅存北起湳仔溝越堤道至城林橋南邊的越堤道路段）
- 2008年：湳仔溝水質整體改善工程。
- 2008年10月：大觀車行地下道及大觀人行陸橋（華僑中學前）進行拉皮翻新。
- 2009年：湳仔溝整治及綠美化工程。
- 2009年2月18日：因台鐵捷運化政策，動工興建浮洲車站。
- 2009年11月26日：浮洲橋板橋端東向銜接新興橋的機車專用引道完工啟用。

#### 2010年代
- 2010年3月20日：親民公園完工啟用。
- 2011年：一名教師進行社區踏查課程時，於巷弄中發現「蔗車石磨子」，為清代時期製糖業所用器具。經所有人同意後，移置大觀國小作為教育用途。
- 2011年1月10日：板橋榮譽國民之家開始進行改建。
- 2011年9月2日：浮洲車站第三次設站完工通車，至今仍在營運。截至2022年，乘客數量排行為第47名。
- 2011年10月22日：台65線 板橋-土城段通車。
- 2012年2月：因應板橋浮洲合宜住宅興建，榮民工程處機械廠開始搬遷。
- 2013年1月31日：台65線 板橋-新莊段通車。此路段設有機車道，方便聯繫板橋與新莊地區（板新機車聯絡道橋）。
- 2015年3月：板橋浮洲合宜住宅完工並開始交屋。
- 2015年6月：番園橋開通。
- 2016年8月：大觀社區迫遷事件。2010年起，中華民國國軍退除役官兵輔導委員會向大觀社區居民提起民事訴訟，最後居民全部敗訴，開始強制拆遷的事件。
- 2017年4月10日：大觀社區初次拆除。退輔會拆除社區內4戶同意拆除的點交戶。
- 2018年12月25日：於大觀路二段底堤防處增設「浮洲橫移門」。
- 2019年3月14日：新北市高灘地工程管理處與大觀國小、板橋文化協會於浮洲人工濕地進行會勘，將另一具「蔗車石磨子」移置大觀國小作為教育用途。
- 2019年8月1日：大觀社區遭全面拆除。

#### 2020年代
- 2022年12月31日：中央氣象局高空探測站，在晚間12時施放最後一顆探空氣球。後於大觀國中另設自動站。其餘編制遷至新店區的「臺北氣象站新北站區」，原站址廢棄。

## 環境
- 湳仔溝
- 大漢溪
- 浮洲人工濕地
- 新海人工溼地（鐵路橋以北）

## 設施
公園
- 台北紙廠簡易公園（原行政院國軍退除役官兵輔導委員會台北紙廠）[1]
- 浮洲藝術河濱公園[2]
- 浮洲寵物公園[3]
- 浮洲橋棒球場[4]

眷村
- 板橋榮譽國民之家（現為板橋憶樂公共托老中心）[5]
- 文和新村（於力行新村旁改建為公寓建築群，部分改建為親民公園）[6]

教育
- 中山國小
- 大觀國小[7]
- 大觀國中[8]
- 華僑高中
- 國立臺灣藝術大學
- 新北市立圖書館板橋浮洲圖書閱覽室[9]

公共安全
- 新北市政府警察局板橋分局大觀派出所
- 新北市政府消防局第一大隊大觀分隊
- 臺北市政府警察局捷運警察隊第四分隊

橋梁與隧道
- 浮洲橋
- 台65線板橋一、板橋二出口

交通
- 浮洲車站
- 台北客運歡仔園站[10]

水利
- 湳仔溝抽水站（原四汴頭抽水站）
- 湳仔溝橫移門
- 浮洲橫移門
- 四汴頭越堤道
- 浮洲橋越堤道
- 新北市政府高灘地工程管理處
- 經濟部水利署第十河川局

遺跡
- 保甲路（日治時期，今大觀路一段38巷156弄）
- 三抱竹聚安宮（乾隆年間即存在）
- 郭家古厝（新安居）
- 李家古厝
- 楊家古厝（從善居）
- 許家古厝（太岳堂）
- 劉家古厝
- 浮洲浸信會（原婦聯二村禮拜堂）

工程
- 板橋浮洲合宜住宅
- 慈濟板橋園區
- 台北捷運土城機廠
- 湳仔溝水質改善工程[11]
- 新北市板橋區清潔隊資源回收場
- 板橋動物之家
- 泰山板橋輕軌（規劃中）[12]

榮民工程
- 板橋浮洲榮工廠周邊地區都市更新計畫[13]

## 外部連結
守護湳仔溝 （页面存档备份，存于）